# Pablo Álvarez Ugarte
Pablo Álvarez Ugarte más conocido como Pablo Álvarez (Madrid, 15 de julio de 1994), es un entrenador de fútbol español, que actualmente dirige a la  A. D. Alcorcón de la Primera Federación.

## Carrera deportiva

### Como jugador
Pablo comenzó su carrera como jugador en el CD Leganés donde jugó en categoría juvenil en la temporada 2013-14. Tras salir del juvenil pepinero, jugaría en el CD San Roque Barajas y en la ED Moratalaz a nivel amateur mientras finalizaba sus estudios.

### Como entrenador
Tras graduarse en Ciencias de la Actividad Física y del Deporte y en Fisioterapia, en la temporada 2018-19 trabajaría como preparador físico de la selección de China sub-16.
El 29 de octubre de 2019, firma como entrenador del Club Deportivo Izarra de la Segunda División B de España, tras la destitución de Unai Jáuregui.
En la temporada 2020-21, continuaría como entrenador del Club Deportivo Izarra en la Segunda División B de España, hasta que sería destituido el 20 de enero de 2021.
El 8 de abril de 2021, regresa al Club Deportivo Izarra de la Segunda División B de España, tras ser cesado tres meses antes y sustituye a Javier Martínez Cosín que fue el técnico que recogió su testigo.
En la temporada 2021-22, firma por el Club Deportivo Artístico Navalcarnero de la Segunda División RFEF.
En la temporada 2023-24, firma como entrenador del Unión Deportiva San Sebastián de los Reyes de la Segunda División RFEF.

## Trayectoria como entrenador
| Club                            | País   | Año       |
| ------------------------------- | ------ | --------- |
| C.D. Izarra                     | España | 2019-2021 |
| C.D. Izarra                     | España | 2021      |
| C.D. Navalcarnero               | España | 2020-2023 |
| U.D. San Sebastián de los Reyes | España | 2023-2024 |
| A.D. Alcorcón                   | España | 2024-Act. |